# Карчевець (Мазовецьке воєводство)
Карчевець (пол. Karczewiec) — село в Польщі, у гміні Вежбно Венґровського повіту Мазовецького воєводства.
Населення — 134 особи (2011).
У 1975-1998 роках село належало до Седлецького воєводства.

## Демографія
Демографічна структура станом на 31 березня 2011 року:
|          | Загалом | Допрацездатний вік | Працездатний вік | Постпрацездатний вік |
| -------- | ------- | ------------------ | ---------------- | -------------------- |
| Чоловіки | 67      | 16                 | 41               | 10                   |
| Жінки    | 67      | 15                 | 34               | 18                   |
| Разом    | 134     | 31                 | 75               | 28                   |